# Drečinovac
Drečinovac (en serbe cyrillique : Дречиновац) est un village de Serbie situé dans la municipalité de Knjaževac, district de Zaječar. Au recensement de 2011, il comptait 59 habitants.

## Démographie
| 1948 | 1953 | 1961 | 1971 | 1981 | 1991 | 2002 | 2011 |
| ---- | ---- | ---- | ---- | ---- | ---- | ---- | ---- |
| 222  | 226  | 230  | 208  | 169  | 135  | 88   | 59   |

|  |